# 4353 Onizaki
A 4353 Onizaki (ideiglenes jelöléssel 1989 WK1) a Naprendszer kisbolygóövében található aszteroida. Mizuno Josikane és Furuta Tosimasza fedezte fel 1989. november 25-én.